# Grand Prix Kanady 2003
Grand Prix Kanady XLI Grand Prix Air Canada
- 15. červen 2003
- Okruh Montreal
- 70 kol x 4,361 km = 305,270 km
- 705. Grand Prix
- 68. vítězství Michaela Schumachera

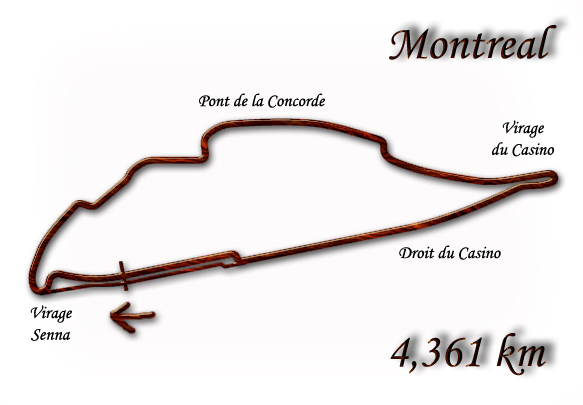

- 163. vítězství pro Ferrari

## Výsledky
| Pozice | Jezdec                | Vůz              | Čas           |
| ------ | --------------------- | ---------------- | ------------- |
| 1      | Michael Schumacher    | Ferrari F2003-GA | 1:31'13.591   |
| 2      | Ralf Schumacher       | Williams FW25    | á 0:00:784    |
| 3      | Juan Pablo Montoya    | Williams FW25    | á 0:01:355    |
| 4      | Fernando Alonso       | Renault R 23     | á 0:04:481    |
| 5      | Rubens Barrichello    | Ferrari F2003-GA | á 1:04:261    |
| 6      | Kimi Räikkönen        | McLaren MP 4/17D | á 1:10:502    |
| 7      | Mark Webber           | Jaguar R4        | á 1 kolo      |
| 8      | Olivier Panis         | Toyota TF 103    | á 1 kolo      |
| 9      | Jos Verstappen        | Minardi PS 03    | á 2 kola      |
| 10     | Antonio Pizzonia      | Jaguar R4        | á 4 kola      |
| 11     | Cristiano da Matta    | Toyota TF 103    | á 6 kol       |
| Kolo   | Odstoupili            | -                | -             |
| 60     | Justin Wilson         | Minardi PS 04 B  | Převodovka    |
| 51     | Jenson Button         | BAR 005          | Převodovka    |
| 47     | David Coulthard       | McLaren MP 4/17D | Převodovka    |
| 47     | Nick Heidfeld         | Sauber C 22      | Motor         |
| 22     | Jarno Trulli          | Renault R 23     | Havárie       |
| 20     | Giancarlo Fisichella  | Jordan EJ 13     | Převodovka    |
| 20     | Ralph Firman          | Jordan EJ 13     | Olejová zátka |
| 14     | Jacques Villeneuve    | BAR 005          | Brzdy         |
| 6      | Heinz-Harald Frentzen | Sauber C 22      | Elektronika   |

### Nejrychlejší kolo
- Fernando ALONSO  Renault 1'16,040 - 206.465 km/h

### Vedení v závodě
- 1-19 kolo Ralf Schumacher
- 20 kolo Michael Schumacher
- 21-25 kolo Fernando Alonso
- 26-48 kolo Michael Schumacher
- 49-54 kolo Fernando Alonso
- 55-70 kolo Michael Schumacher

### Postavení na startu
- zeleně – Startoval z boxu

| 1. řada  | 1                  | 2                     |
|          | Ralf Schumacher    | Juan Pablo Montoya    |
|          | Williams           | Williams              |
|          | 1'15,529           | 1'15,923              |
| 2. řada  | 3                  | 4                     |
|          | Michael Schumacher | Fernando Alonso       |
|          | Ferrari            | Renault               |
|          | 1'16.047           | 1'16.048              |
| 3. řada  | 5                  | 6                     |
|          | Rubens Barrichello | Mark Webber           |
|          | Ferrari            | Jaguar                |
|          | 1'16.143           | 1'16.182              |
| 4. řada  | 7                  | 8                     |
|          | Olivier Panis      | Jarno Trulli          |
|          | Toyota             | Renault               |
|          | 1'16.598           | 1'16.718              |
| 5. řada  | 9                  | 10                    |
|          | Cristiano da Matta | Heinz-Harald Frentzen |
|          | Toyota             | Sauber                |
|          | 1'16.826           | 1'16.939              |
| 6. řada  | 11                 | 12                    |
|          | David Coulthard    | Nick Heidfeld         |
|          | McLaren            | Sauber                |
|          | 1'17.024           | 1'17.086              |
| 7. řada  | 13                 | 14                    |
|          | Antonio Pizzonia   | Jacques Villeneuve    |
|          | Jaguar             | BAR                   |
|          | 1'17.337           | 1'17.347              |
| 8. řada  | 15                 | 16                    |
|          | Jos Verstappen     | Giancarlo Fisihella   |
|          | Minardi            | Jordan                |
|          | 1'18.014           | 1'18.036              |
| 9. řada  | 17                 | 18                    |
|          | Jenson Button      | Justin Wilson         |
|          | BAR                | Minardi               |
|          | 1'18.205           | 1'18.560              |
| 10. řada | 19                 | 20                    |
|          | Ralph Firman       | Kimi Raikkonen        |
|          | Jordan             | McLaren               |
|          | 1'18.692           | - -- ---              |
| -------- | ------------------ | --------------------- |

### Zajímavosti
- Pneumatiky Bridgestone získaly 75 vítězství
- Fernando Alonso poprvé zajel nejrychlejší kolo.
- Fernando Alonso a Mark Webber nastoupili k 25 GP
- Pneumatiky Michelin zajel 75 nejrychlejší kolo
- 50 GP pro Toyotu
- Michael Schumacher jel 3890 kol v čele závodu.